# ヘンリー・ティッチボーン (初代フェラード男爵)
初代フェラード男爵ヘンリー・ティッチボーン（英語: Henry Tichborne, 1st Baron Ferrard、1662年 – 1731年11月3日）は、アイルランド王国の政治家、貴族。

## 生涯
サー・ウィリアム・ティッチボーン（Sir William Tichborne、1694年3月12日没、アイルランド庶民院議員）とジュディス・バイス（Judith Bysse、ジョン・バイスの娘）の息子として、1662年にダブリンで生まれた。1677年12月4日にダブリン大学トリニティ・カレッジに入学した。
1692年から1693年までアールディー選挙区の代表として、1695年から1699年までと1710年から1713年までラウス選挙区の代表としてアイルランド庶民院議員を務めた。
1694年3月28日に騎士爵に叙され、同年にドロヘダ市長を務めた。1697年7月12日にイングランド貴族である（ボーリューの）準男爵に叙された。
1714年10月9日にアイルランド枢密院の枢密顧問官に任命された後、1715年10月9日にアイルランド貴族であるラウス県におけるボーリューのフェラード男爵に叙された。
1731年11月3日に68歳で病死した。息子全員に先立たれたため、爵位は全て断絶した。

## 家族
1683年7月28日、アラベラ・コットン（Arabella Cotton、初代準男爵サー・ロバート・コットンの娘）と結婚した。
- ソールズベリー（Salisbury） - ウィリアム・アストン（William Aston、1744年8月23日没、アイルランド庶民院議員）と結婚、子供あり[3]
- コットン - 夭折[2]
- ヘンリー（1684年4月20日 – 1709年） - メアリー・フォーク（Mary Fowke、ジョン・フォークの娘）と結婚。リヴァプール沖で溺死[2]
- ウィリアム - アイルランド庶民院議員。1712年、シャーロット・アメリア・モールズワース（Charlotte Amelia Molesworth、初代モールズワース子爵ロバート・モールズワース（英語版）の娘）と結婚[2]

## 関連図書
- Armstrong, R. M. "Tichborne, Sir Henry". Oxford Dictionary of National Biography (英語) (online ed.). Oxford University Press. doi:10.1093/ref:odnb/27428。 (要購読、またはイギリス公立図書館への会員加入。)

| アイルランド議会                                         | アイルランド議会                                                                  | アイルランド議会                                     |
| -------------------------------------------------------- | --------------------------------------------------------------------------------- | ---------------------------------------------------- |
| 先代 ヒュー・ジャーノン ジョン・ベイブ                   | 庶民院議員（アールディー選挙区選出） 1692年 – 1693年 同職：ジェームズ・ティスダル | 次代 ブラバゾン・ムーア ジェームズ・ティスダル       |
| 先代 トマス・ベリンガム サー・ウィリアム・ティッチボーン | 庶民院議員（ラウス選挙区選出） 1695年 – 1699年 同職：トマス・ベリンガム           | 次代 トマス・ベリンガム ヘンリー・テニソン           |
| 先代 トマス・ベリンガム ヘンリー・テニソン               | 庶民院議員（ラウス選挙区選出） 1710年 – 1713年 同職：トマス・ベリンガム           | 次代 リチャード・ティスダル スティーブン・ラッドロー |
| アイルランドの爵位                                       |                                                                                   |                                                      |
| 爵位創設                                                 | フェラード男爵 1715年 – 1731年                                                    | 断絶                                                 |
| イングランドの準男爵                                     |                                                                                   |                                                      |
| 爵位創設                                                 | （ボーリューの）準男爵 1697年 – 1731年                                            | 断絶                                                 |